# Metamorphosis
Metamorphosis je treći kompilacijski album The Rolling Stonesa koji je objavila izdavačka kuća ABKCO. Na albumu se nalaze neobjavljene pjesme, kao i alternativne verzije dobro poznatih pjesama snimljenih od 1964. do 1970. godine. Puštena je u prodaju isti dan kada je izašla i službena kompilacija grupe Made in the Shade. Premda je pri izlasku album naišao na mlake reakcije kritike, te su mnogi smatrali da bi bilo najbolje da većina pjesama nije uopće ni objavljena, Metamorphosis je dosegao osmo mjesto američke te 45. mjesto britanske top ljestvice albuma.

## Popis pjesama
1. "Out of Time" – 3:22
2. "Don't Lie to Me" – 2:00
3. "Some Things Just Stick in Your Mind" – 2:25
4. "Each and Everyday of the Year" – 2:48
5. "Heart of Stone" – 3:47
6. "I'd Much Rather Be With the Boys" – 2:11
7. "(Walkin' Thru The) Sleepy City" – 2:51
8. "We're Wastin' Time" – 2:42
9. "Try a Little Harder" – 2:17
10. "I Don't Know Why" – 3:01
11. "If You Let Me" – 3:17
12. "Jiving Sister Fanny" – 2:45
13. "Downtown Suzie"– 3:52
14. "Family" – 4:05
15. "Memo From Turner" – 2:45
16. "I'm Going Down" – 2:52

## Top ljestvice

### Album
| Godina | Ljestvica            | Pozicija |
| ------ | -------------------- | -------- |
| 1975.  | UK Top 50 Albuma     | #45      |
| 1975.  | Billboard Pop Albumi | #8       |

### Singlovi
| Godina | Singl              | Ljestvica             | Pozicija |
| ------ | ------------------ | --------------------- | -------- |
| 1975.  | "I Don't Know Why" | The Billboard Hot 100 | #42      |
| 1975.  | "Out Of Time"      | The Billboard Hot 100 | #81      |
| 1975.  | "Out Of Time"      | UK Top 50 Singlova    | #45      |

## Vanjske poveznice
- allmusic.com[neaktivna poveznica] - Metamorphosis